# Wrocław Różanka
Wrocław Różanka – przystanek osobowy we Wrocławiu, przy ulicy Osobowickiej, na osiedlu Różanka, położony na linii kolejowej nr 271 Wrocław Główny – Poznań Główny, tuż przy Cmentarzu Osobowickim i Zimowisku Osobowice.
Na przystanku znajdują się 2 perony o długości 200 m, wyposażone w wiaty, obsługiwane przez pociągi osobowe Wrocław - Rawicz - Wrocław w liczbie 24 na dobę.

## Ruch pasażerski
W roku 2017 przystanek obsługiwał 100–149 pasażerów na dobę. W roku 2022 dobowa wymiana pasażerska na przystanku wynosiła 200-299 pasażerów.
| Rok  | Wymiana pasażerska na dobę |
| ---- | -------------------------- |
| 2017 | 100-149                    |
| 2022 | 200-299                    |